# Giuseppe Millico
Vito Giuseppe Millico, detto Il Moscovita (Terlizzi, 19 gennaio 1737 – Napoli, 2 ottobre 1802), fu un famoso cantante castrato italiano (soprano), poi anche maestro di canto e compositore.

## Biografia
Giunse a Napoli nel 1744, dove frequentò uno dei quattro conservatori partenopei, e nel 1757 debuttò come cantante a Roma: secondo Grasso Caprioli l'esordio ebbe luogo nel mese di febbraio con la parte di Sibari nel Creso di Niccolò Jommelli; secondo i dati collazionati dal Corago, invece, l'esordio andrebbe anticipato al mese di gennaio allorché il Millico risulta aver sostenuto il ruolo minore di Osmino nella prima del Solimano di Pasquale Errichelli. Tra il 1758 e il 1765 prestò servizio presso la Corte Imperiale Russa, periodo durante il quale si guadagnò il soprannome di Il Moscovita e sul quale si hanno notizie molto scarse. A San Pietroburgo, comunque, Millico si esibì in opere di Vincenzo Manfredini (Semiramide riconosciuta, Carlo Magno e La Pace degli eroi) e nel Siroe, re di Persia di Hermann Friedrich Raupach, ed iniziò anche l'attività di didatta che poi continuò a svolgere, con maggiore o minore continuità, per il resto della sua vita. A partire almeno dal 1768 fece ritorno in Italia, prima a Palermo, dove interpretò fra l'altro l'Armida di Tommaso Traetta, e poi a Parma, dove, nel 1769, partecipò alla creazione dell'opera Le feste d'Apollo di Christoph Willibald Gluck. Si trattava in effetti di uno spectacle coupé alla francese, e cioè di un lavoro composto da tre atti non tra loro collegati dal punto di vista della trama e, almeno in parte, tratti da lavori già eseguiti in precedenza. Nel caso in specie, l'ultimo atto, intitolato Orfeo, altro non era se non il capolavoro gluckiano dell'Orfeo ed Euridice, qui presentato come atto unico senza l'originaria suddivisione in tre parti, e riadattato per i complessi disponibili alla corte di Parma. Il principale aggiustamento riguardava proprio il ruolo del protagonista maschile che veniva trasposto dal registro contraltile a quello di soprano in modo da rendere la parte adatta alle caratteristiche vocali di Millico. L'interpretazione che questi diede di Orfeo dovette andare particolarmente a genio a Gluck. Egli infatti portò il cantante con sé a Vienna e, l'anno successivo, oltre a farlo di nuovo esibire come Orfeo, riscrisse per lui, in occasione della ripresa dell'Alceste, la parte originariamente tenorile di Admeto, e gli attribuì il ruolo del protagonista nella terza opera riformata italiana su libretto di Ranieri de' Calzabigi, Paride ed Elena. Millico fu ammesso nella cerchia degli intimi del grande musicista tedesco, che volle affidargli niente meno che l'educazione vocale dell'adorata nipote, Marianne. In effetti, il cantante può essere considerato la personificazione stessa della riforma gluckiana ed in particolare delle varie edizioni dell'Orfeo ed Euridice: egli interpretò quella originale, sia pure ovviamente nella trasposizione per soprano, ma, mentre nel 1774 il primo tenore (haute-contre) dell'Opéra di Parigi, Joseph Legros, imparava, con penose difficoltà, ad eseguire la versione francese dell'opera secondo i desiderata dell'autore, Gluck volle che fosse il castrato, di ritorno da Londra, a darne due interpretazioni private di assaggio (ovviamente anche in questo caso vi sarà stato un aggiustamento di registro), nella capitale francese, in casa dell'Abate Morellet: accompagnava al clavicembalo lo stesso Gluck (che faceva anche, molto pittorescamente, da coro) e Marianne eseguiva il doppio ruolo di Amore e di Euridice. In effetti, oltre alle grandi abilità vocali, Millico poteva anche contare su notevoli capacità interpretative ed il suo stile verrà infatti definito da Charles Burney, "fine ed emozionante"
Dopo aver eseguito la parte di Rinaldo nell'Armida di Antonio Sacchini, rappresentata nel Teatro Regio Ducale di Milano in occasione della stagione di carnevale del 1772, Millico si era recato a Londra insieme al compositore fiorentino-napoletano, interpretando i ruoli protagonistici maschili nelle prime opere londinesi di tale autore, Il Cid e Tamerlano, del 1773, cui fecero seguito, nell'anno successivo, la Nitteti e Il Perseo. A Londra Millico fu anche protagonista del tentativo, fallito, di ripristinare sui palcoscenici inglesi una versione dell'Orfeo ed Euridice conforme alla volontà dell'autore. Nel 1770 il creatore originario del personaggio di Orfeo, Gaetano Guadagni, aveva accettato di interpretare un pasticcio, in cui, alla musica di Gluck, si aggiungevano gli interventi di Johann Christian Bach e di Pietro Alessandro Guglielmi: tale pasticcio era destinato a diventare nei decenni a seguire, ed in forme sempre meno fedeli all'originale, la versione corrente nei paesi anglosassoni (e non solo). Nel 1773, tre mesi dopo la rappresentazione del Tamerlano, nel quadro della nuova situazione determinata dall'arrivo di Sacchini al King's Theatre, fu fatto il tentativo, per così dire, di "tornare a Gluck", e Millico eseguì una versione ortodossa dell'Orfeo, sia pure ridotta ad un atto (quasi certamente la sua di Parma), senza peraltro incontrare successo, al punto che l'opera venne ritirata in capo a due sole rappresentazioni.
Dopo il già riferito soggiorno parigino del 1774, Millico fu a Zweibrücken, Mannheim e, anche, successivamente, a Berlino. A cavallo tra il 1774 e il 1775 egli è testimoniato al Teatro San Benedetto di Venezia, tra i primi interpreti de L'Olimpiade di Anfossi e del Demofoonte di Paisiello, nonché in una ripresa del Demetrio di Guglielmi. Sempre nel 1775, a Firenze, al Teatro La Pergola, Millico partecipò alle prime del Perseo e Andromeda di Gazzaniga e de Il gran Cid di Paisiello, mentre il 26 dicembre aprì la stagione di Carnevale del Teatro Regio Ducale di Milano con la première del Vologeso di Guglielmi. Nella stessa stagione interpretò anche il ruolo di Epitide nella Merope di Tommaso Traetta. Dopo essere passato di nuovo per Firenze, Millico si spostò a Roma, dove, però, alla prima dell'Ifigenia di Giuseppe Sarti, il 29 dicembre 1776, egli fu sostituito dal collega Francesco Roncaglia fatto venire appositamente dalla capitale toscana. Secondo la «Gazzetta Universale di Firenze» l'opera, al suo debutto, "non ebbe troppo incontro", ma la situazione cambiò non appena Millico fu in grado di riprendere il suo posto, tanto che lo stesso giornale poteva così annunciare l'8 gennaio 1777: "L'Ifigenia che si recita al Teatro d'Argentina ha avuto grande applauso dopo che il signor Vito Millico rappresenta la parte di primo soprano e Roncaglia quella di prima donna". Dopo aver, fra l'altro, partecipato successivamente anche alla prima dell'Artaserse di Guglielmi, rivelatasi un clamoroso fiasco e presto sostituita con un pasticcio di arie tratte da altre versioni della stessa opera, nel 1780 Millico tornò definitivamente a Napoli chiudendo la sua carriera teatrale e venendo nominato Musico Soprano della Real Cappella e, nel 1786, maestro di canto delle "RR Infante" (regie principesse). Tra i suoi allievi figurò anche Lady Emma Hamilton.
A Napoli Millico iniziò inoltre l'attività di compositore di opere, tra le quali Ipermestra (o Le Danaidi), su libretto (e su specifica richiesta) di Ranieri de' Calzabigi, che però non fu "mai rappresentata per la quantità di personaggi richiesti e anche per l'ostilità di A. Salieri che aveva musicato un rimaneggiamento dello stesso libretto". Per la verità, comunque, Calzabigi volle egualmente farne allestire, nel febbraio del 1784, una rappresentazione privata, probabilmente parziale, "riservata ad un selezionato numero di spettatori - tra i quali spiccavano i nomi del re di Svezia Gustavo III e del maresciallo di campo Razumovskij, «envoyé de S.M. L'Imperatrice des Russies»". La perdurante adesione ideale di Millico ai princìpi della riforma gluckiana - della quale, come cantante, era stato una vera e propria incarnazione - è peraltro testimoniata dalla prefazione all'edizione a stampa della partitura della sua prima opera rappresentata (Napoli, Teatro dei Fiorentini, 1782), La pietà d'amore.
Oltre alle opere, Millico scrisse anche musica per parecchie cantate, numerose arie, canzonette e duetti, spesso con l'accompagnamento d'arpa.
Divenuto cieco nel 1797, Millico si spense a Napoli cinque anni dopo. Nel suo testamento, che lasciava alla famiglia il suo ingente patrimonio, era peraltro previsto un legato di cento ducati in favore del suo "amico" e compositore Gaetano Andreozzi, Jommellino, "per comprarsi una galanteria".

## Caratteristiche artistiche
Giuseppe Millico fu indubbiamente tra i cantanti di maggior rilievo della sua epoca, e non lo fu certamente per essersi iscritto al partito dei «[suonatori] di violino in falsetto», per dirla con Metastasio, e cioè a quella tendenza musicale che stava diventando prevalente nella seconda metà del Settecento e che basava le sue fortune sulla ricerca dei sovracuti e sulla rapidità vorticosa nell'esecuzione della coloratura, a scapito dell'interiorità e della robustezza del canto. Egli rimase fedele al gusto antico dell'ardore espressivo e della sensitività, che partiva dal riconoscimento della necessità che «il cuore entri a parte de' profitti delle orecchie». Molto bene ebbe a scrivere un contemporaneo redattore dell'Almanacco Teatrale di Vienna:
(Theatralkalender von Wien, für das Jahr 1772)
La fama e il generale consenso che Millico seppe conquistarsi in vita, con il suo stile di canto espressivo e con la sua grande capacità di variare le arie rifuggendo dall'abuso degli acrobatismi esteriori, lasciarono tracce significative. A più di venti anni dalla morte del cantante e di quaranta dalla sua uscita dalle scene, un grande conoscitore dell'opera, come Stendhal, ne darà testimonianza, en passant, nella sua biografia di Rossini. Nel capitolo XXXII, infatti, ripercorrendo la storia del bel canto all'italiana, Stendhal la farà risalire alla scuola bolognese di Francesco Antonio Pistocchi, prima, e poi del suo allievo e continuatore Antonio Bernacchi, e la farà culminare nell'arte sopraffina del canto di Gaspare Pacchierotti, che lui stesso aveva avuto modo di incontrare personalmente in vecchiaia, traendone ancora un'impressione fortissima. Quando poi si tratterà elencare alcuni dei cantanti più significativi che avevano "dovuto la loro gloria a questo sistema degli antichi compositori", Millico verrà citato addirittura al primo posto, davanti al suo contemporaneo e famoso maestro di canto, Giuseppe Aprile, e addirittura al grandissimo Farinelli.

## Lavori

### Opere
- La pietà d'amore (dramma pastorale, 1780-2, Napoli)
- Ipermestra o La Danaidi (tragedia per musica, libretto di Ranieri de' Calzabigi, 1783)
- La figlia di Jefte (pasticcio, libretto di G. Lucchesi, 1785, Napoli)
- La Zelinda (dramma per musica, libretto di G. Lucchesi, 1786, Napoli)
- Le cinesi (dramma per musica, libretto di Pietro Metastasio, 1786-93, Napoli)
- L'isola disabitata (dramma per musica, libretto di Pietro Metastasio, 1786-93, Napoli)
- L'avventura benefica (dramma per musica, libretto di Giuseppe Saverio Poli, 1797, Napoli)
- Ecuba e Climene (di dubbia attribuzione)
- Achille in Sciro (pasticcio, libretto di Pietro Metastasio)
- Esther (tragédie, libretto di Jean Racine; di dubbia attribuzione)

### Altra musica vocale
- Salve regina
- 8 cantate
- 3 trii
- 22 duetti
- 23 arie
- 82 canzonette

### Musica strumentale
- Collezione di sonatine per arpa o clavicembalo
- 2 sonatine favorite per clavicembalo
- Singoli movimenti per clavicembalo